# Інарія
Інарія (лат. Inaria) — викопні тварини едіакарського періоду. Скам'янілості знайдені в Австралії та в Росії (район гирла р. Лямцев, нижня течія р. Силвіци).
Сидячі морські бентосні організми з радіальною симетрією. Описувалися як кнідарії без щупалець, хоча для класифікації замало даних. Тіло за формою нагадує головку часнику: потовщений кінець був заглиблений в осад, вгору була спрямована трубка. Порожнина тіла з однією камерою, з перегородками, утвореними випинаннями внутрішньої поверхні. Краї підошви та поверхня поблизу них, а також закінчення трубки розділені борозенками на радіальні лопаті. Розміри: 10—12 см у висоту, діаметр основи до 12 см.

## Види
- Inaria limicola Grazhdankin, 2004 (лат. limicola — «живе в мулі»): 10—18 лопатей, зберігається сферичний орган в основі тіла[1]
- Inaria karli Gehling, 1987: більше число лопатей, ніж у попереднього виду, ніяких внутрішніх органів не зберігається.